# Quách Đồ
Quách Đồ (chữ Hán: 郭圖; ? – 205), tự là Công Tắc (公則), người Dĩnh Xuyên, là một mưu sĩ của quân phiệt Viên Thiệu vào cuối thời Đông Hán.

## Hành trạng

### Thuộc hạ Viên Thiệu
Quách Đồ nguyên là thuộc hạ của Thái thú Dĩnh Xuyên Âm Tu (陰修), sau làm bộ hạ cho Ký châu mục Hàn Phức. Năm 191, Tân Bình, Tuân Thầm (anh của Tuân Úc) và Quách Đồ cùng nhau thuyết phục Hàn Phức nhượng Ký châu lại cho Viên Thiệu. Viên Thiệu sau khi tiếp nhận Ký châu, đã dùng Quách Đồ làm mưu sĩ.
Năm 195, Hán Hiến đế lưu lạc đến Tào Dương, bị quân Lý Thôi truy đuổi. Khi biết được điều này, mưu sĩ Thư Thụ đã thuyết phục Viên Thiệu đón Hiến đế đến Ký châu để thực hiện sách lược "nắm Thiên tử lệnh chư hầu". Viên Thiệu ban đầu nghe theo, nhưng Quách Đồ và Thuần Vu Quỳnh phản đối kịch liệt nên Viên Thiệu đã bỏ dở, không làm theo lời khuyên của Thư Thụ. Theo tài liệu Tam quốc chí (Viên Thiệu truyện), Viên Thiệu đã cử Quách Đồ đi sứ tiếp kiến Hiến đế, sau khi trở về, Quách Đồ đã khuyên Viên Thiệu đón Hiến đế về Nghiệp thành nhưng Viên Thiệu từ chối. Bùi Tùng Chi khi chú giải Tam quốc chí, đã tham khảo tài liệu "Hiến đế truyện", trong đó lại chép rằng chính Thư Thụ mới là người đề xuất việc đón Hiến đế, còn Quách Đồ và Thuần Vu Quỳnh đã phản đối kịch liệt. Dù thế nào đi nữa, Hiến đế cuối cùng đã được Tào Tháo đón về và từ đó "nhân danh thiên tử để lệnh chư hầu".
Trong trận Quan Độ, Quách Đồ, Nhan Lương và Thuần Vu Quỳnh tấn công thành Bạch Mã do tướng Tào Lưu Diên trấn giữ, nhưng không thành công. Khi quân Tào tập kích Ô Sào, Trương Hợp chủ trương trực tiếp điều quân giải cứu Ô Sào, nhưng Quách Đồ lại đề nghị phương án tập kích vào đại doanh của Tào Tháo để giải cứu cho Ô Sào. Trương Hợp phân tích rằng trại của quân Tào được phòng thủ kỹ lưỡng, vì vậy rất khó tập kích thành công. Nhưng cuối cùng, Viên Thiệu lại nghe lời của Quách Đồ, cử Trương Hợp tấn công trại của Tào Tháo. Kết quả như Trương Hợp dự đoán, cuộc tập kích thất bại, và trại Ô Sào cũng bị phá hủy. Quách Đồ thấy kế của mình thất bại, sợ Viên Thiệu xét tội, nên đã vu cho Trương Hợp đã không gắng hết sức. Thấy mình bị vu cáo, Trương Hợp tức giận, vì vậy đã đầu Tào Tháo. Sau trận Quan Độ, hai con trai của Thẩm Phối bị quân Tào bắt được, tướng của Viên Thiệu là Mạnh Đại nhân đó đã dem pha Thẩm Phối, Quách Đồ và Tân Bình hùa theo, vì vậy, Viên Thiệu đã lệnh triệu hồi Thẩm phối, cho Mạnh Đại lên trấn thủ Nghiệp thành thay thế.

### Trợ thủ Viên Đàm
Năm 202, Viên Thiệu chết. Trước đó, Viên Thiệu vì sủng ái con trai nhỏ là Viên Thượng, đã dự định sẽ cho làm người kế vị mình, nhưng không chính thức tuyên bố. Vì Viên Đàm là con trai cả nên phần lớn thuộc hạ ủng hộ để Viên Đàm kế vị. Tuy nhiên, phe cánh của Phùng Kỷ và Thẩm Phối, vốn ủng hộ Viên Thượng, lại có mâu thuẫn với phe cánh của Tân Bình, Quách Đồ, vốn ủng hộ Viên Đàm, đã lo sợ rằng nếu Viên Đàm kế vị sẽ trừng trị phe cánh đối lập. Vì vậy, Phùng Kỷ và đồng đảng đã bí mật thay đổi di mệnh của Viên Thiệu, tôn Viên Thượng lên kế vị. Viên Đàm do không được kế vị, nên đã bất mãn, tự xưng là Xa kỵ tướng quân, chiếm cứ Lệ Dương. Quách Đồ và Tân Bình đều theo về với Viên Đàm.

### Bị giết
Khi bị Tào Tháo tấn công, anh em họ Viên tạm thời gác lại mâu thuẫn, cùng nhau chống lại Tào Tháo. Theo kế của mưu sĩ Quách Gia, Tào Tháo bèn giãn áp lực, để cho anh em họ Viên tiếp tục xung đột. Viên Đàm sau đó đã yêu cầu Viên Thượng cung cấp thêm cho mình binh giáp nhưng bị Viên Thượng cự tuyệt. Bị Quách Đồ và Tân Bình xúi giục, Viên Đàm bèn tấn công Viên Thượng. Nhận thấy anh em họ Viên bắt đầu suy yếu, năm 205, Tào Tháo cho quân tấn công Nam Bì (nay là huyện Nam Bì, Thương Châu, Hà Bắc, Trung Quốc), Viên Đàm chống trả quyết liệt nhưng cuối cùng bị giết tại trận. Thành bị phá, Quách Đồ và nhiều thuộc hạ của Viên Đàm bị Tào Tháo đem ra xử trảm cùng với cả gia đình.